# Jens Torbernsen Rosensparre
Jens Torbernsen Rosensparre, född omkring 1480, död i december 1530, var en dansk ämbetsman.
Jens Rosensparre var innehavare av sätesgården Skarhult. Han blev fodermarsk 1514, var förlänad med Halmstads härad 1516–1630, hövitsman i Laholms län 1518–1519 och var 1520 förlänad med Frosta härad i Skåne. Han var även landsdomare i Skåne.

## Källa
- Landshövdingeberättelser från Hallands län 1705–1718, Hallands museiförening s. XXXVII